# 邱介山
邱介山，北京化工大学教授，主要从事材料化工、能源化工等方面的研究工作。担任中国微米纳米技术学会副理事长、入选中华人民共和国教育部2008年度"长江学者"特聘教授，中国国家杰出青年基金获得者。